# ビル・ドロモ
ビル・ドロモ（William "Big Bill" Dromo、1937年6月28日 - 2012年12月28日）は、カナダ・マニトバ州ウィニペグ出身のプロレスラー。
日本ではジャイアント馬場の手記（後述）などによる印象の悪さや来日時のファイトスタイルからヒールのイメージが強いが、アメリカやカナダでは主にベビーフェイスとして活動した。

## 来歴
マニトバ州の大英帝国競技大会で銀メダルを獲得するなどアマチュアレスリングで活躍後、1958年にプロデビュー。ビル・ドロモ（Bill Dromo）をリングネームに、地元のウィニペグをカナダでの興行拠点としていたアメリカ・ミネソタ州のミネアポリス・ボクシング&レスリング・クラブなどのリングでキャリアを積んだ。
1961年、WWWFの前身団体であるニューヨークのキャピトル・レスリング・コーポレーションに進出。プロレス黎明期の大レスラー、スタニスラウス・ズビスコの甥という設定のもと、ビリー・ズビスコ（Billy Zbyszko）と名乗ってベビーフェイスのポジションで活動し、バディ・ロジャースやスカル・マーフィーと対戦。同年9月18日には、初渡米武者修行中だったジャイアント馬場のマディソン・スクエア・ガーデンにおけるデビュー戦の相手を務めた。
日本には1964年9月、日本プロレスに初参戦。10月2日のリキ・スポーツパレスでの興行では、同年4月に凱旋帰国した馬場と引き分けている。1967年7月にはTBSによる放送開始前の国際プロレスに、エース兼ブッカーだったヒロ・マツダのブッキングで来日。8月14日に大阪で行われた日本プロレスとの興行戦争では、大阪府立体育館のメインイベントでロジャー・カービーと組み、マツダ&サム・スティムボートと対戦した（日本プロレス側は大阪球場で興行を打ち、ドロモとは因縁のある馬場とジン・キニスキーのインターナショナル・ヘビー級王座戦がメインイベントだった）。
同時期、アメリカでは深南部のNWAジョージア地区を主戦場とし、1960年代後半はターザン・タイラーやブッチャー・バション、ブルート・バーナード、バディ・コルトなどと抗争。アメリカ修行中の坂口征二とも対戦している。1969年には、1月7日にメイコンにてキニスキー、6月18日にコロンバスにてドリー・ファンク・ジュニアのNWA世界ヘビー級王座にそれぞれ挑戦した。
1971年1月、日本プロレスに再来日。1月15日に徳山にて大木金太郎からアジア・ヘビー級王座を奪取し、第3代王者となった。1月22日の宮崎県・都城大会ではザ・ストンパーと組んで馬場&アントニオ猪木のBI砲とも引き分けた他、馬場と猪木それぞれとのシングル戦でも引き分けており、この来日ではエース級の足跡を残した。1972年9月には国際プロレスを再び襲撃、9月30日に大阪府立体育館でバディ・オースチンをパートナーにストロング小林&グレート草津のIWA世界タッグ王座に挑戦し、10月11日には米子にて小林と金網デスマッチで対戦した。翌1973年は本拠地のジョージアからフロリダに南下し、8月14日にジョニー・バレンタインを破ってNWA南部ヘビー級王座を獲得している。
1974年4月、黒覆面のジ・インベーダー（The Invader）に扮して新日本プロレスの第1回ワールドリーグ戦に出場。日本人対外国人の形式による予選リーグでは6勝2敗と、外国人選手ではキラー・カール・クラップに次ぐ2位の戦績で総当たり形式の決勝リーグに進出。スタン・スタージャックとジート・モンゴルから勝利を収めたものの、クラップ、猪木、坂口、マサ斎藤らには敗退し、2勝5敗で8選手中6位の結果に終わった。新日本プロレスには1976年9月にも素顔で再来日しており、アンドレ・ザ・ジャイアントともタッグを組んだ。
1970年代後半はテネシー、アラバマ、フロリダを転戦し、フロリダでは1979年にアメリカ修行中の天龍源一郎やプリンス・トンガとも対戦。1980年9月、当時テネシーやアラバマ地区を外国人選手の供給ルートとしていた国際プロレスへ久々に来日。日本プロレス時代の大木金太郎との因縁をアングルに、9月20日に焼津にて当時大木が保持していたインターナショナル・ヘビー級王座に挑戦したが、大木からの2度目のタイトル奪取は果たせなかった。
その後もアメリカではジョージアを中心に南部のローカル・テリトリーで活動。テネシーのCWAではジミー・ハートをマネージャーに迎え、1981年に覆面レスラーのスーパー・デストロイヤー（The Super Destroyer）に変身、ヒールとしてジェリー・ローラーやビル・ダンディーと対戦している。キャリア末期の1982年9月13日には、メンフィスのミッドサウス・コロシアムにてローラーの南部ヘビー級王座に挑戦した。
引退後も南部地区のリユニオン・イベントなどに姿を見せ、近年では2008年1月6日、ジョージアのインディー団体サザン・エクストリーム・チャンピオンシップ・レスリングにて "Bill Dromo Appreciation Night" と銘打ったイベントが開催された。
2012年12月28日、ジョージア州キャロルトンにて死去。75歳没。

## エピソード
- 1961年に海外修行のため初渡米したジャイアント馬場は、ニューヨーク地区のマディソン・スクエア・ガーデンでの初戦でドロモと対戦した。しかし、当時まだ新人であったためにドロモから露骨な格下扱いを受け、まともに相手をしようとしないドロモに馬場もカッとなり、ただ殴り合うだけの試合になってしまったという[27]。その後もドロモは、馬場の悪口を触れ回ってプロモーターに取り入ろうとしていたともされる[6]。馬場は自著においてドロモを底意地の悪い嫌な男などと記しており[3]、後年ジョージアで再会した際に本人から売り込みを受けても、ドロモを全日本プロレスに呼ぶことはなかった[27]。
- 2011年に発売されたDVD-BOX『国際プロレス クロニクル 下巻』での関係者のコメントでは、マティ鈴木も馬場と同様にドロモの人間性に辟易していたというが、マイティ井上は彼らほど悪印象を持っておらず、個性の強いレスラーとして評している。国際プロレスの韓国遠征に参加した際、現地のキムチを気に入って「ここにずっと住みたい」などと語っていたという。

## 得意技
- アトミック・ドロップ
- エルボー・ドロップ
- ネックブリーカー
- パイルドライバー

## 獲得タイトル
ジョージア・チャンピオンシップ・レスリング
- NWAコロンバス・ヘビー級王座：1回[28]
- NWAメイコン・タッグ王座：4回（w / アルベルト・トーレス、ボブ・アームストロング×3）[29]
- NWAインターナショナル・タッグ王座（ジョージア版）：1回（w / チーフ・リトル・イーグル）[30]
- NWAサウスイースタン・タッグ王座（ジョージア版）：1回（w / ミスター・レスリング2号）[31]

チャンピオンシップ・レスリング・フロム・フロリダ
- NWA南部ヘビー級王座（フロリダ版）：1回[16]
- NWAフロリダTV王座：1回[32]

NWAミッドアメリカ
- NWAミッドアメリカ・タッグ王座：3回（w / トージョー・ヤマモト×2、Lorenzo Parente）[33]

スタンピード・レスリング
- インターナショナル・タッグ王座：1回（w / ギル・ヘイズ）[34]

日本プロレス
- アジア・ヘビー級王座：1回（力道山を初代王者とする同王座史上、唯一の非アジア人王者である）[12]